# Psylliodes cerenae
Psylliodes cerenae es una especie de insecto coleóptero de la familia Chrysomelidae.
Fue descrita científicamente en 2003 por Gok, Doguet & Cilbiroglu.